# 溴乙那班
溴乙那班（英语：Surinabant；开发代号：SR147778），也译作舒立纳班或速利那班，是一种大麻素受体1拮抗剂，由赛诺菲开发。它正在被研究作为尼古丁成瘾的潜在治疗方法，以帮助戒烟。它也可能被开发为一种有助于减肥的厌食药物，但是市场上已经有几种大麻素受体1拮抗剂或反向激动剂或为了该应用而正在开发这的药物，因此溴乙那班目前主要被开发为一种抗吸烟药物，可能应用于治疗其他成瘾性疾病，如酗酒。该药物也有其他潜在的应用，例如治疗注意力不足过动症。
在2012年对戒烟进行了剂量范围研究；它没有提高成功率，但减少了体重的增加。在20毫克和60毫克时观察到四氢大麻酚对心率的抑制作用，但在5毫克时没有。